# 1613 w literaturze
Wydarzenia literackie w 1613 roku.

## Nowe książki
- zagraniczne
  - Miguel de Cervantes – Nowele przykładne
  - Luis de Góngora y Argote – La Fábula de Polifemo y Galatea (wyd. 1627)

## Urodzili się
- John Cleveland, angielski poeta

## Zmarli
- Lupercio Leonardo de Argensola, hiszpański dramaturg